# 晁峪站
晁峪站是一个陇海线上的铁路车站，位于陕西省宝鸡市渭滨区高家镇。目前仅办理8359/60次列车通勤业务。